# Par de Cooper

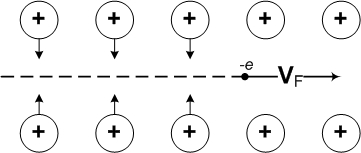
Movimiento de electrones en una red de iones cargados positivamente.

En superconductividad se conoce como par de Cooper a la pareja de electrones que se hallan ligados debido a que en el estado superconductor ambas partículas se comportan como si se atrajeran, pese a tener ambas carga de igual signo, debido a que interaccionan a través de la red cristalina formada por los iones positivos del metal.
Recibe su nombre de Leon N. Cooper, quien mostró en 1956 que una pequeña atracción arbitraria entre electrones en un metal puede causar un estado de paridad de electrones que tenga una energía menor que la energía de Fermi, lo cual implica que el par está ligado. En los superconductores convencionales, esta atracción está causada por la interacción electrón-fonón. El estado del par de Cooper forma la base de la teoría BCS de la superconductividad desarrollada por John Bardeen, John Schrieffer y Leon Cooper por la cual recibieron conjuntamente el Premio Nobel de Física en 1972.

## Breve explicación
Un electrón en un metal normalmente se comporta básicamente como una partícula libre. El electrón es repelido por otros electrones debido a su carga eléctrica, pero también atrae los iones cargados positivamente de forma que estos iones atraen a otros electrones (la interacción electrón-fonón). Esta atracción debida a los iones desplazados puede superar la repulsión de los electrones teniendo la misma carga, causando su emparejamiento. Generalmente, el emparejamiento solo ocurre a bajas temperaturas y es muy débil, lo cual significa que los electrones emparejados pueden estar a varios centenares de nanómetros unos de otros (la cual es una distancia enorme en las dimensiones tratadas).
Cooper originalmente solo consideró el caso de un par aislado formado en un metal. Al considerar el estado más realista consistente en muchos electrones formando parejas, como se hace en la teoría BCS, se observa que el emparejamiento da lugar a una banda prohibida en el espectro continuo de estados de energía permitida de los electrones, lo cual significa que todas las excitaciones del sistema deben poseer alguna cantidad mínima de energía. Esta banda prohibida lleva a la superconductividad, ya que las pequeñas excitaciones tales como la dispersión de electrones están prohibidas.
Herbert Fröhlich fue el primero en sugerir que los electrones pueden actuar como parejas unidas por vibraciones en la estructura del material, siguiendo la pista del efecto isotópico. El efecto isotópico mostró que los materiales con iones más pesados tenían menores temperaturas críticas, lo cual es un claro indicio de que las vibraciones de la red participan de alguna forma en la formación del estado superconductor. Concretamente, se puede explicar muy bien por la teoría de los pares de Cooper: los iones más pesados son los más difíciles de mover, por lo que serían menos capaces de atraer electrones resultando en una menor energía de enlace para los pares de Cooper.
La teoría de Cooper es muy general y no depende de la interacción específica electrón-fonón. Expertos en materia condensada han propuesto mecanismos de emparejamiento basados en otras interacciones atractivas tales como interacciones electrón-excitón o electrón-plasmón. En la actualidad, ninguna de estas dos últimas interacciones han sido observadas en ningún material.

## Simetría

### Superconductores convencionales
Para los superconductores convencionales la función de onda de los pares de Cooper es de tipo s, es decir, tienen simetría esférica y su espín total es nulo (la simetría esférica se debe a que el superconductor es isótropo, es decir, la interacción entre los electrones es la misma en cualquier dirección del espacio debido a la simetría de la red cristalina). Esto quiere decir que es simétrica espacialmente, mientras que es antisimétrica para los espines, lo cual en física se conoce como singlete.
En otras palabras, los electrones son tales que sus momentos son iguales y opuestos, mientras que el espín total del par es nulo, de modo que:

{\displaystyle ({\vec {k}}\uparrow ,-{\vec {k}}\downarrow )}

### Superconductores no convencionales
Sin embargo, si el superconductor no es homogéneo, es decir, si es no convencional (y por lo tanto la interacción entre los electrones es anisótropa: no es la misma en cualquier dirección debido a asimetrías en la red cristalina), también es posible que los electrones se asocien en un estado que se conoce como triplete (además del estado singlete), de forma que el espín total del par de Cooper sea 1. En este caso la simetría espacial ya no será esférica. 
Dicho de otra forma, ambos electrones son tales que, además del caso anterior, pueden hallarse con:

{\displaystyle ({\vec {k}}\uparrow ,-{\vec {k}}\uparrow )}

o bien:

{\displaystyle ({\vec {k}}\downarrow ,-{\vec {k}}\downarrow )}.

Su estudio es más difícil y la teoría BCS no es suficiente para abordar el problema.

## Teoría
Imagínese un potencial {\displaystyle V_{{\vec {k}}{\vec {k'}}}}, que representa el potencial que esparce una pareja de electrones con momento inicial {\displaystyle ({\vec {k'}},-{\vec {k'}})} y con momento final {\displaystyle ({\vec {k}},-{\vec {k}})}. Para que el par esté ligado este potencial tiene que ser negativo.

### El potencial culombiano
Como es natural, si se tiene en cuenta tan sólo la interacción culombiana los electrones no estarán ligados en ningún momento. Si este fuera el caso, el potencial sería:

{\displaystyle V(r)=-{\frac {e^{2}/4\pi \epsilon _{0}}{r}}}

Pero lo que interesa es que esté en función del momento de los electrones, por lo que haciendo una transformada de Fourier se obtiene:

{\displaystyle V_{{\vec {k}}{\vec {k'}}Coulomb}=V_{C}({\vec {k}}-{\vec {k'}})=V_{C}({\vec {q}})={\frac {e^{2}/\epsilon _{0}}{q^{2}}}}

donde el momento {\displaystyle {\vec {q}}} que se ha introducido no es más que el del fonón mediante el cual interaccionan ambos electrones.
Si ahora se tiene en cuenta que los electrones no se encuentran en el vacío, sino que están apantallados por los demás electrones de conducción (mediante una cantidad que se representa por ks), queda que:

{\displaystyle V_{Coulomb}({\vec {q}})={\frac {e^{2}/\epsilon _{0}}{q^{2}+k_{s}^{2}}}}

De esta manera el potencial no diverge cuando los momentos son iguales (es decir, cuando q=0), pero no obstante es positivo en todo momento, lo que significa que no puede dar lugar a un estado ligado, y por lo tanto no daría lugar a un estado superconductor.

### El potencial efectivo de Frölich
Como es de esperar, lo que hace que este potencial tenga alguna forma de ser negativo son las vibraciones de los iones positivos de la red. Puesto que el momento que transporta el fonón es {\displaystyle {\vec {q}}}, la frecuencia característica de la red no es otra que {\displaystyle \omega _{q}}. Empleando el modelo de jellium, se llega al siguiente potencial efectivo:
{\displaystyle V_{efectivo}({\vec {q}},\omega )=V_{Coulomb}+V_{fonones}={\frac {e^{2}/\epsilon _{0}}{q^{2}+k_{s}^{2}}}+{\frac {e^{2}/\epsilon _{0}}{q^{2}+k_{s}^{2}}}{\frac {\omega _{q}^{2}}{\omega ^{2}-\omega _{q}^{2}}}}
{\displaystyle ={\frac {e^{2}/\epsilon _{0}}{q^{2}+k_{s}^{2}}}\left(1+{\frac {\omega _{q}^{2}}{\omega ^{2}-\omega _{q}^{2}}}\right)}
Donde el primer término es el potencial culombiano apantallado de la sección anterior, mientras que el segundo es el debido a las vibraciones de la red. Como se puede ver, este último es atractivo (es decir, negativo) cuando {\displaystyle \omega <\omega _{q}}, donde {\displaystyle \omega } es una frecuencia que se corresponde al cambio de energía sufrido por los electrones:

{\displaystyle \hbar \omega =|\epsilon _{k}-\epsilon _{k+q}|}

De esta manera, Fröhlich imaginó que podría hallar el estado fundamental superconductor empleando la ecuación de Schrödinger junto con un hamiltoniano efectivo del tipo

{\displaystyle H=\sum _{k\sigma }\epsilon _{k}n_{k\sigma }+{\frac {1}{2V}}\sum _{kk'q\sigma \sigma '}V_{efectivo}({\vec {q}},\omega )c_{k+q\sigma }^{+}c_{k'-q\sigma '}^{+}c_{k'\sigma '}c_{k\sigma }}

No obstante no tuvo éxito, ya que la única manera realista de calcular dicho estado fundamental con un potencial así es mediante teoría de perturbaciones, y en este caso no es posible aplicarla ni siquiera cuando el potencial es muy pequeño. Esto se debe a que los estados a los que lleva este método son del estilo de los que se obtienen para un gas de electrones libres.

### El potencial de Cooper
En 1956 Cooper ideó una versión simplificada del potencial con el que trabajaba Fröhlich con el que los cálculos se simplificaban mucho sin afectar demasiado al resultado final. Tomó un potencial tal que:

{\displaystyle V_{Cooper}({\vec {q}},\omega )={\begin{cases}-V_{0},&{\mbox{si }}\omega <\omega _{D}\\0,&{\mbox{si }}\omega >\omega _{D}\end{cases}}}

Donde V0 es un potencial constante positivo (de modo que -V0 es siempre negativo), y {\displaystyle \omega _{D}} es la frecuencia de Debye, que en el modelo de Debye se define como la frecuencia máxima con la que pueden vibrar los átomos de una red cristalina, y se fundamenta en el hecho de que no tiene sentido hablar de longitudes de onda inferiores a dos distancias interatómicas, motivo por el cual la frecuencia de Debye supone una cota superior a las frecuencias que se pueden encontrar en la red.
Dicho en otras palabras, debido al hecho de que los átomos del metal no pueden estar tan juntos como queramos, la energía transferida mediante fonones no podrá exceder un valor del orden de {\displaystyle \hbar \omega _{D}\sim 0.01eV}. Lo que nos dice este potencial es que si el cambio en la energía de los electrones que forman el par es inferior al mencionado, ambos electrones se atraerán (y por lo tanto se podrá justificar el hecho de que el par esté ligado), mientras que si la energía aumenta o disminuye una cantidad superior, la interacción entre ambos será despreciable.
De esta forma el potencial es ahora una función escalón, y se puede calcular una solución exacta de la ecuación de Schrödinger.
Este potencial fue la clave para avanzar en el estudio de la teoría microscópica de la superconductividad, y culminaría un año después en la teoría BCS.